# Goryphus annulipes
Goryphus annulipes là một loài tò vò trong họ Ichneumonidae.